# جان گریل
جان گریل، (به انگلیسی: John Grill) (زاده ۱۹۴۶) کارآفرین، مهندس عمران و مدیر ارشد اجرایی استرالیایی است، که در حال حاضر به‌عنوان رییس هیئت مدیره شرکت ورلی‌پارسونز فعالیت می‌نماید. وی از بنیانگذاران ورلی‌پارسونز نیز بشمار می‌آید.